# Tsivoka
Tsivoka is een kevergeslacht uit de familie van de boktorren (Cerambycidae). De wetenschappelijke naam van het geslacht werd voor het eerst geldig gepubliceerd in 1982 door Villiers.

## Soorten
Tsivoka omvat de volgende soorten:
- Tsivoka peyrierasi Villiers, 1982
- Tsivoka simplicicollis (Gahan, 1890)
- Tsivoka testaceipes (Fairmaire, 1889)